# Gorodishche (Volgogrado)
Gorodishche (ruso: Городи́ще) es un asentamiento de tipo urbano de Rusia, capital del raión homónimo en la óblast de Volgogrado.
En 2021, el asentamiento tenía una población de 22 905 habitantes. En su territorio no hay pedanías.
Se ubica en la periferia septentrional de la capital regional Volgogrado, separado de dicha ciudad por la línea de ferrocarril que lleva a Mijáilovka. Por el casco urbano del asentamiento fluye el río Mókraya Mechotka. Al oeste de Gorodishche se ubica la salida de Volgogrado de la carretera R22, que hacia el noroeste lleva a Borisoglebsk.

## Historia
Fue fundado en 1827 como un pueblo (seló), por calmucos bautizados procedentes del ulús de Mályye Derbety, que tuvieron que abandonar su vida nómada para asentarse como ganaderos trashumantes en las tierras de los cosacos del Don. En los años posteriores se asentaron cosacos procedentes de Uvárovo, en el uyezd de Borisoglebsk de la gobernación de Tambov. A lo largo del siglo XIX, estos colonos calmucos y cosacos formaron aquí una pequeña fortaleza ("gorodishche" en ruso), que formaba parte de las líneas de defensa de Tsaritsyn. Al finalizar el siglo, el pueblo ya tenía casi dos mil habitantes. En 1935, durante la formación de las subdivisiones del krai de Stalingrado, se creó un raión en esta zona con sede en el pueblo de Peschanka. Sin embargo, en 1938 se trasladó la capital distrital a Gorodishche, formándose así el actual raión de Gorodishche, para que en años posteriores Peschanka se integrase como barrio en la capital regional.
En la Segunda Guerra Mundial, durante la batalla de Stalingrado, la iglesia del Icono de la Madre de Dios de Gorodishche fue uno de los lugares elegidos por Friedrich Paulus para establecer su cuartel general. Tras la guerra, la localidad comenzó a crecer por su cercanía a la capital regional, y adoptó el estatus de asentamiento de tipo urbano en 1959, cuando ya tenía casi siete mil habitantes. En 1963 se suprimió el raión y se intentó unir la zona a la capital regional; el actual raión de Gorodishche se restauró con sus límites actuales en 1977. Pese a la restauración, ha seguido integrándose cada vez más en la estructura urbana de Volgogrado: tenía ya quince mil habitantes en el momento de la disolución de la Unión Soviética, y en los primeros años del siglo XXI superó los veinte mil.